# Desa Kalisalak (administrativ by i Indonesien, lat -7,54, long 109,23)
Desa Kalisalak är en administrativ by i Indonesien.   Den ligger i provinsen Jawa Tengah, i den västra delen av landet, 300 km sydost om huvudstaden Jakarta.